# Boden (Creußen)
Boden (oberfränkisch: Buhn) ist ein Gemeindeteil der Stadt Creußen im Landkreis Bayreuth (Oberfranken, Bayern). Die Gemarkung Boden hat eine Fläche von 6,364 km². Sie ist in 598 Flurstücke aufgeteilt, die eine durchschnittliche Flurstücksfläche von 10642,60 m² haben. In ihr liegen neben dem namensgebenden Ort die Gemeindeteile Dorschenhof, Hagenohe, Hammermühle, Hörhof, Lankenreuth, Sägmühle und Sorg.

## Lage
Der Weiler liegt zwischen dem Bodener Berg (457 m ü. NHN) im Westen und dem Galgenberg im Osten. Die Kreisstraße BT 47 führt am Dorschenhof und Sorg vorbei nach Großweiglareuth (2,5 km westlich) bzw. zur Bundesstraße 2 (0,3 km östlich).

## Geschichte
Der Flurname wurde 1418 als „podem“ erstmals urkundlich erwähnt. 1499 gab es einen Herrensitz in „Podenn“, der Cristoff von Hirschaid gehörte. Als Boden wurde damals eine tiefe Stelle zwischen zwei Höhen bezeichnet. Im 18. Jahrhundert saß zuletzt ein Sixen von Weierich auf dem Haus. Das Lehen des Fürstentums Bayreuth fiel diesem heim. Von 1791/92 bis 1810 unterstand Boden dem preußische Justiz- und Kammeramt Bayreuth.
Mit dem Gemeindeedikt (frühes 19. Jahrhundert) wurde Boden dem Steuerdistrikt Creußen und der Ruralgemeinde Bühl zugewiesen. Im Rahmen der Gebietsreform in Bayern wurde Boden am 1. Januar 1972 in die Stadt Creußen eingegliedert.